# Дергачёв, Анатолий Лаврентьевич
Анато́лий Лавре́нтьевич Дергачёв (25 сентября 1937, Идрица, Калининская область (ныне — в Псковской области), СССР; по другим данным — Михеево, Ленинградская область — 14 февраля 1971, Ленинград, СССР) — советский футболист, полузащитник, Мастер спорта СССР (1957).

## Карьера
С 1952 года — воспитанник юношеской команды ленинградского завода «Красная Заря». С 1956 года — в составе «Зенита». В 1957—1960 годах провёл в чемпионате 84 игры, забил 4 гола.
В течение карьеры Дергачёв неоднократно имел проблемы с правоохранительными органами. В ночь с 7 на 8 ноября 1960 он, находясь в состоянии алкогольного опьянения, принял участие в драке, в которой получил тяжёлую черепную травму заместитель управляющего трестом «Оргтехстрой» Е. А. Захарьев. По приговору суда Дергачёв получил три года лишения свободы. В мае 1962 года по ходатайству ленинградских общественных организаций был помилован и до 1966 года вновь выступал за «Зенит».
Позже выступал в «Строителе» Уфа (1967), «Шахтёре» Красный Луч (1967—1968), «Энергетике» Джамбул (1968—1969).
Выступал за молодёжную и олимпийскую сборные СССР.
В 1965 году окончил школу тренеров в ГДОИФК имени П. Ф. Лесгафта.
Скончался 14 февраля 1971 года в Ленинграде. Похоронен на 6-м участке Серафимовского кладбища.